# فرودگاه شهرستان سیسکیو
فرودگاه سیسکیو کانتی (به انگلیسی: Siskiyou County Airport) یک فرودگاه همگانی با کد یاتا SIY است که یک باند فرود آسفالت دارد و طول باند آن ۲۲۸۱ متر است. این فرودگاه در کشور ایالات متحده آمریکا قرار دارد و در ارتفاع ۸۰۷ متری از سطح دریا واقع شده است.